# Trugny
Trugny ist eine französische Gemeinde mit 121 Einwohnern (Stand: 1. Januar 2022) im Département Côte-d’Or in der Region Bourgogne-Franche-Comté (vor 2016 Bourgogne). Sie gehört zum Kanton Brazey-en-Plaine im Arrondissement Beaune.

## Lage
Trugny liegt etwa 42 Kilometer südsüdöstlich von Dijon an der Saône. Die Gemeinde grenzt im Norden und Osten an Jallanges, im Osten und Süden an Clux-Villeneuve, im Südwesten an Mont-lès-Seurre, im Südwesten und Westen an Chivres sowie im Westen an Labergement-lès-Seurre.

## Bevölkerungsentwicklung
| Jahr                       | 1962 | 1968 | 1975 | 1982 | 1990 | 1999 | 2006 | 2011 | 2019 |
| -------------------------- | ---- | ---- | ---- | ---- | ---- | ---- | ---- | ---- | ---- |
| Einwohner                  | 134  | 138  | 138  | 137  | 151  | 131  | 118  | 119  | 119  |
| Quellen: Cassini und INSEE |      |      |      |      |      |      |      |      |      |